# Chris Tilton
Chris Tilton (New Orleans, 9 giugno 1979) è un compositore statunitense.

## Biografia
Ha contribuito alle colonne sonore di videogiochi, telefilm e film. Ha collaborato con Michael Giacchino e J. J. Abrams e ad altri progetti.  Tra i suoi progetti videoludici vi sono Mercenaries: Playground of Destruction, Black, Fracture, SimCity, oltre alla serie televisiva Fringe. Ha anche collaborato con Giacchino e Andrea Datzman per la nuova serie di J.J Abrams, Undercovers.